# Alice Fischer
Alice Fischer (Leuven, 18 mei 1863 - Ieper, 28 februari 1953) is een Belgische kunstenares.

## Levensloop

### Jeugd
Alice Fischer is de dochter van Achilles-Jean-Charles Fischer, majoor van het 1ste cavalerie-regime in Elsene. Wanneer het meisje tien jaar oud is, verhuist ze van Leuven naar Ieper, omdat haar daar de leiding krijgt over de école de cavalerie.
In Ieper leert het gezin Auguste Böhm kennen. Hij was op dat moment directeur van de Ieperse academie. Böhm ontdekt het talent van de jonge Alice en neemt haar onder z'n hoede, aangezien meisjes op dat moment niet toegelaten zijn op de academie. Zo geniet Fischer volop van privéles tussen 1874 en 1876 en ze kopieert veel van zijn gevels en tekeningen. Daarna vertrekt het volledige gezin uit Ieper.

### Huwelijk en verdere leven
Fischer trouwt twee keer. Haar eerste huwelijk gaat ze aan met Charles Hennequin, baron de Villermont. Wanneer hij overlijdt, huwt Fischer met Jean-Auguste Prévost de la Boutetière, wat haar de titel 'Gravin de la Boutetière' oplevert.
In 1936 arriveert Fischer opnieuw in Ieper, waar ze blijft wonen tot haar dood. Ze blijft actief als kunstenaar met een specialisatie in bloemstukken en portretten. Ze werkt met olieverf en pastel.
Enkele van haar werken worden tentoongesteld op verschillende Salons. Een voorbeeld daarvan is het Salon van Gent in 1883.
Fischer sterft op 90-jarige leeftijd in Ieper, op 28 februari 1953. Haar dochter Renée Hennequin de Villermont is ondertussen in de voetsporen van haar moeder getreden en is actief als kunstschilder in Parijs.

## Oeuvre
Het oeuvre van Fischer bestaat uit enerzijds uit kopieën van de tekeningen van Auguste Böhm, meer bepaald van zijn potloodschetsen over gevels in Ieper. Vele van die creaties zijn verloren geraakt door de Eerste Wereldoorlog. De collectie van Fischer biedt daarom een unieke inkijk in zijn oeuvre. Daarnaast werkte Fischer met pastel en olieverf.

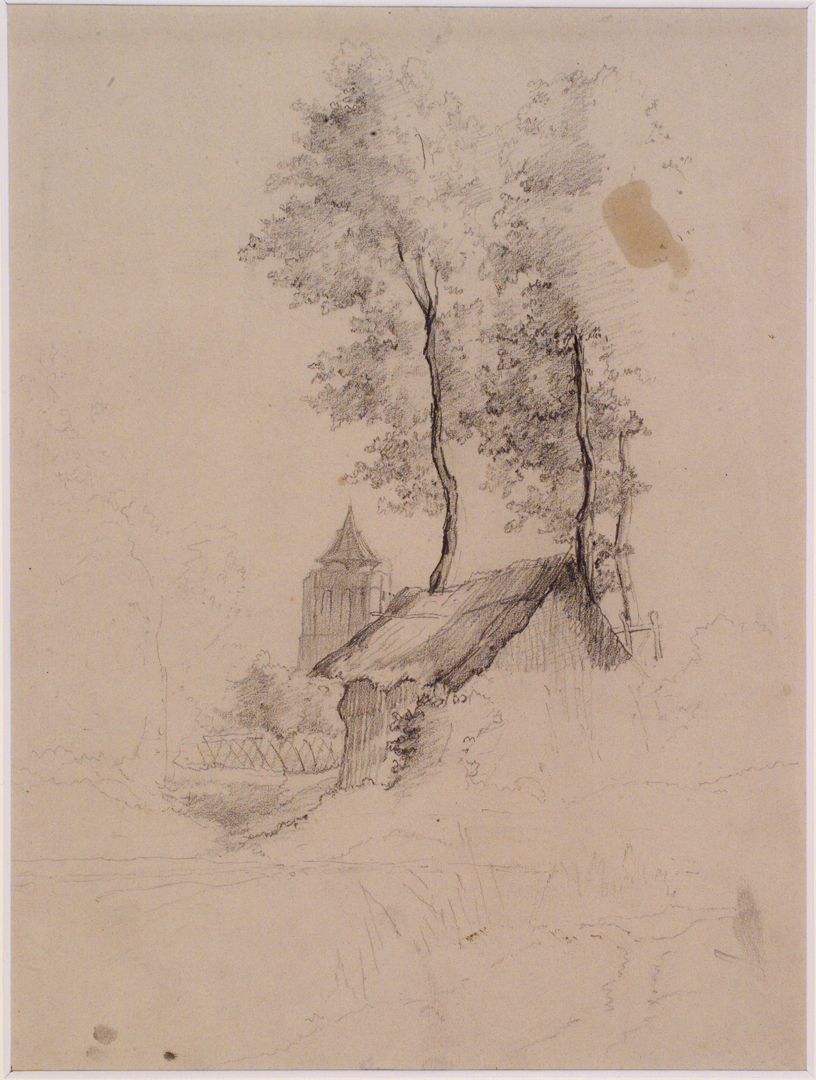
Landschapsschets met op de achtergrond de toren van de Sint-Jacobskerk, Ieper
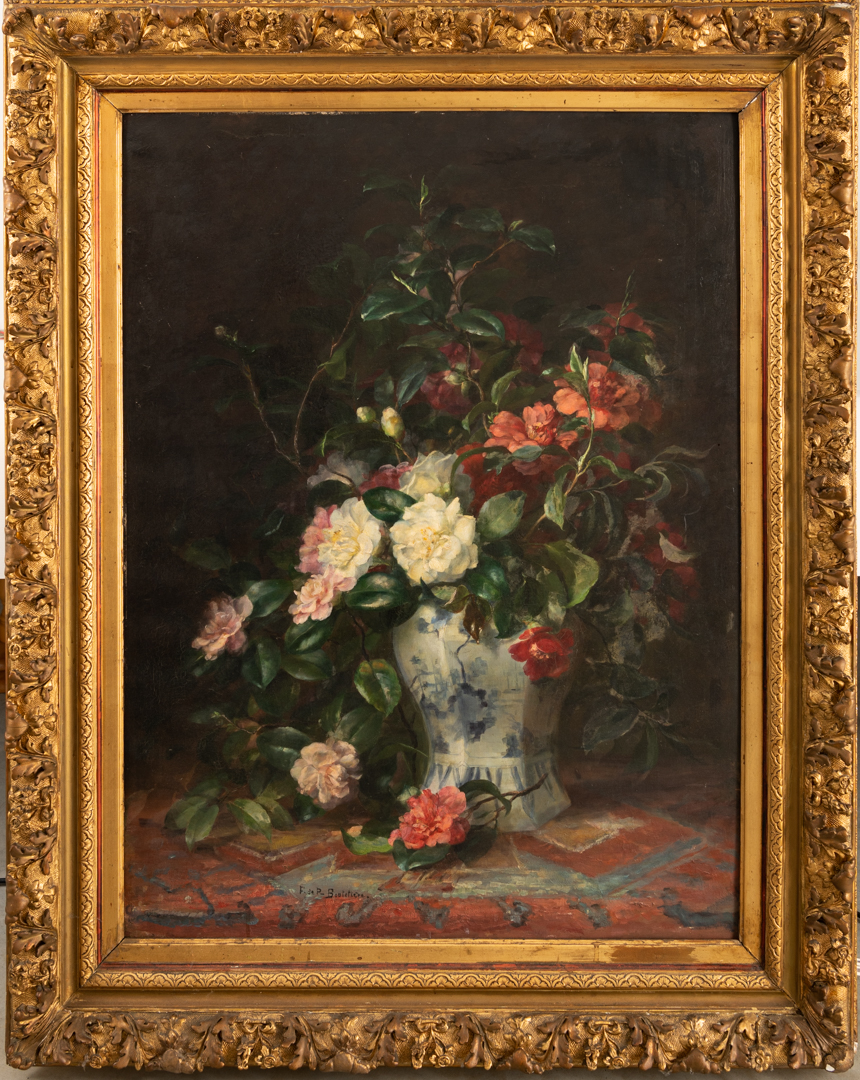
vaas met bloemen
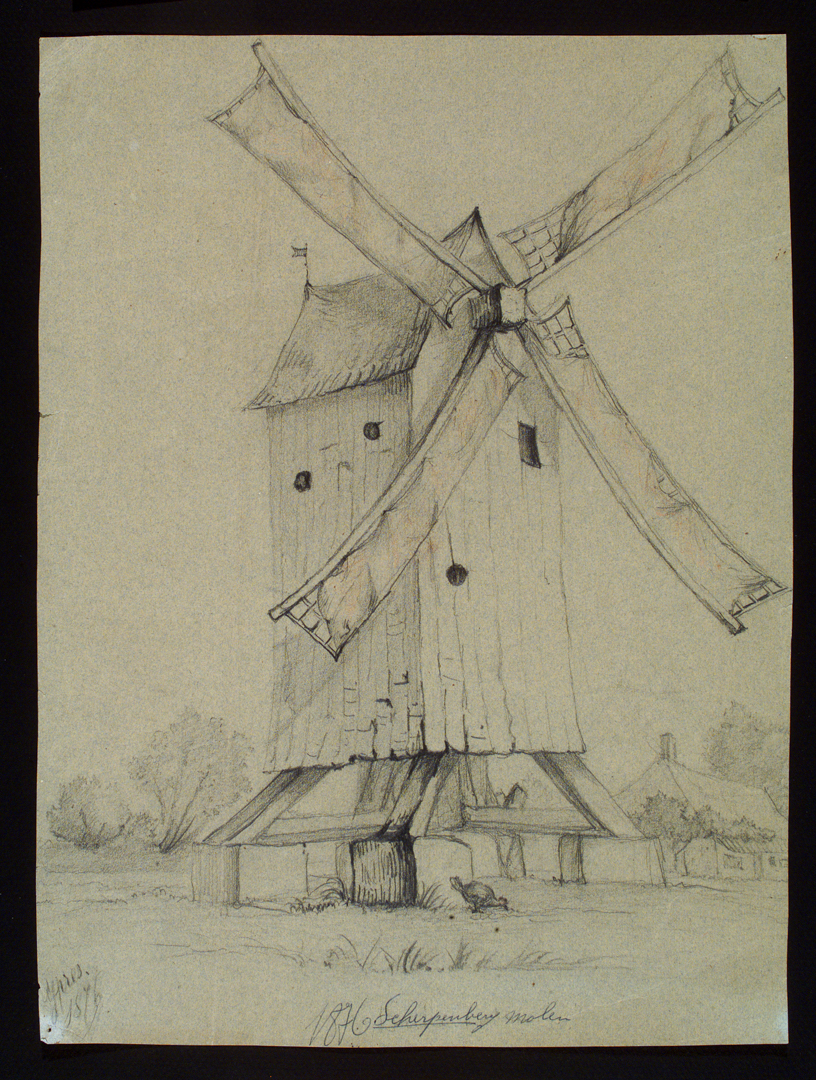
windmolen op de Scherpeberg
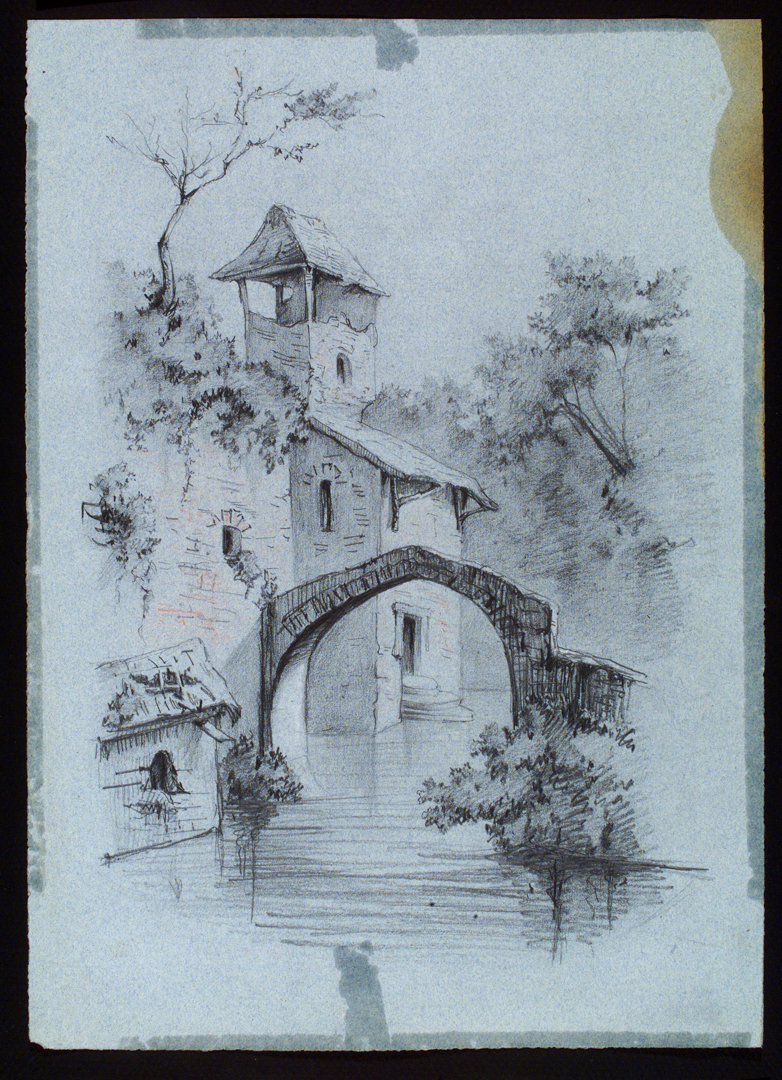
landschap, gebouwen aan een rivier